# Clodovil Hernandes

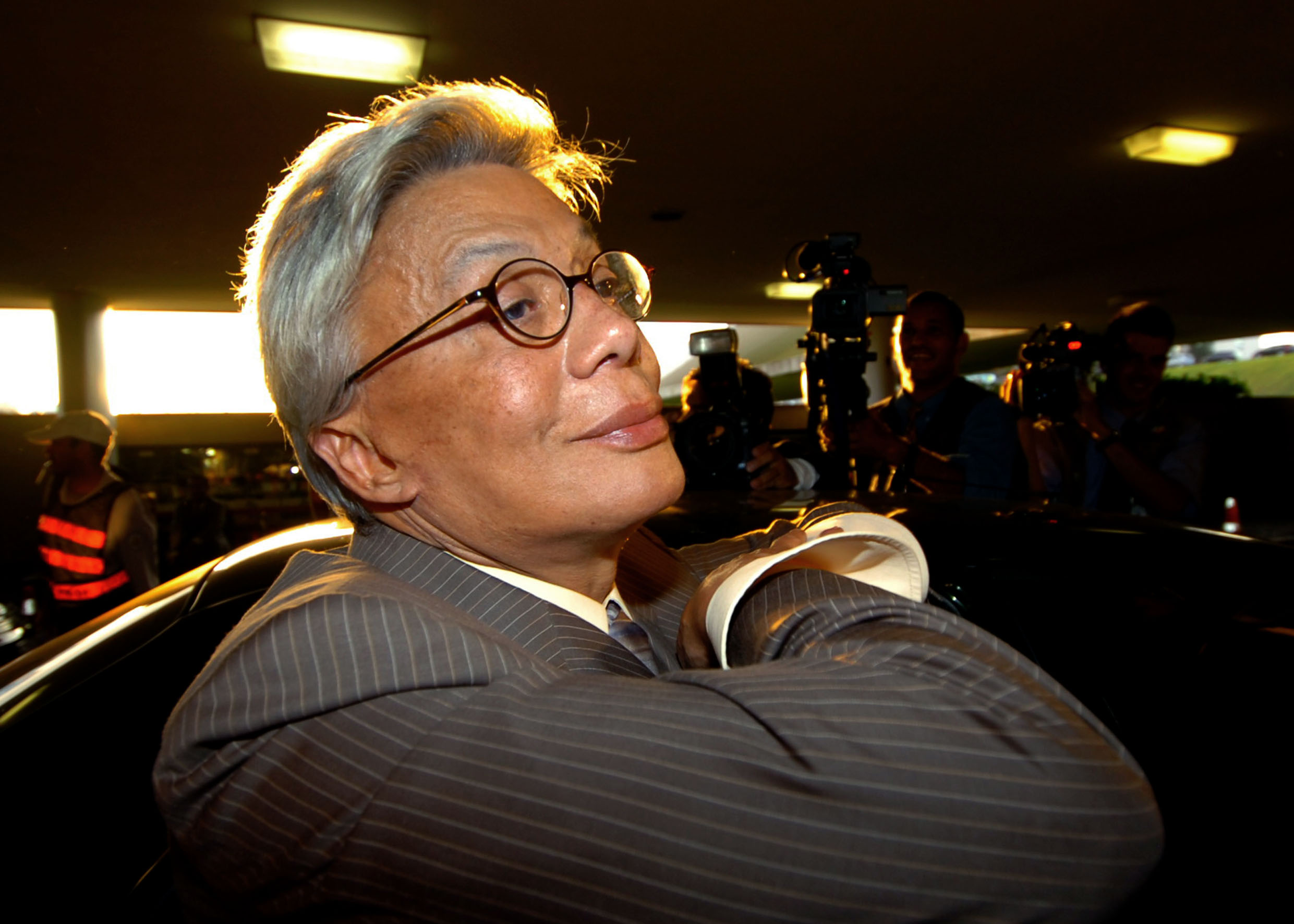
Clodovil Hernandes, 2009.

Clodovil Hernandes, född 17 juni 1937 i Elisiário, São Paulo, död 17 mars 2009 i Brasilia, Distrito Federal, var en brasiliansk modestylist, tv-programledare och politiker.